# Rapsodie în lemn
Rapsodie în lemn este un film românesc din 1960 regizat de Bob Călinescu.